# 타위 슬리

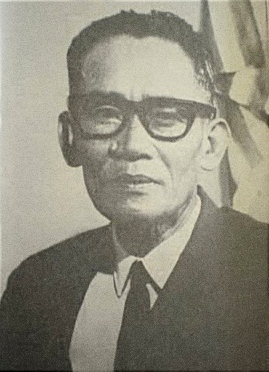

타위 슬리(Tawi Sli)는 말레이시아의 정치인으로, 사라왁주의 총리를 지낸 인물이다. 1966년 스테픈 칼롱 닝칸의 축출 이후 총리로 취임했으며, 1970년 사임했다. 1974년 정계에서 완전 은퇴했고, 이후 개인 사업에 집중하다가 1987년 별세했다.
그는 또한 사라왁의 마지막 기독교인 총리이기도 했다.